# Uniforme de la selección de fútbol de Japón

El uniforme tradicional consta de una camiseta azul (color principal), pantalón blanco y medias azules, mientras que la segunda equipación invierte los colores. Gracias a los proveedores, en los últimos años la comercialización ha sido muy favorable para las equipaciones de Japón, especialmente han cambiado en los últimos años el diseño de las camisetas, añadiendo adornos como las llamas en la espalda en 1998 (el porte fue de verde con llamas rojas y azules o negro con llamas rojas y naranjas) y en 1996, las líneas blancas y triángulos rojos en 1993, 1994 y 1995 (el portero llevaba por completo el uniforme de color verde con líneas negras y triángulos de color rojo o naranja y negro con dibujos) o curvas blancas y azules en 2006.
El escudo es de fondo amarillo con una franja vertical roja que lo atraviesa por la mitad. Sobre él, aparecen las letras JFA, siglas inglesas de la Asociación Japonesa de Fútbol. Bajo ellas, aparece un Yatagarasu estilizado negro que sostiene un balón de fútbol de color rojo. La equipación actual es de color azul con una línea roja desde el cuello hasta abajo, a semejanza del escudo. Los proveedores oficiales de uniforme a lo largo de su historia han sido las alemanas Adidas y Puma y la nacional Asics.

## Evolución del uniforme titular
| 1917-1964 Berlin 1936 Melbourne 1956 | Tokio 1964 | 1968-1970 México 1968 | 1970-1974 | 1974-1975 | 1975-1976 | 1976-1979 | 1979-1980 | 1980-1981 |

| 1983-1986 | 1984-1985 | 1985 | 1985-1986 | 1986-1987 | 1988–1991 | 1991-1993 | 1993-1995 | 1995–1997 |

| 1998-1999 | 1999-2001 | 2001-2002 | 2002-2004 | 2004–2006 | 2006-2008 | 2008-2010 | 2010-2012 | 2012-2014 |

| 2014-2016 | 2016-2018 | 7 de junio de 2017 | 2018-2020 | 2020-2022 | Tokio 2020 | 2021 vs Japón Sub-24 y Sub-24 vs Ghana Sub-24 | 2022-2024 | 2024-Actual |

## Evolución del uniforme suplente
| Tokio 1964 | 1968-1970 | 1970-1974 | 1980-1981 | 1985 | 1988–1991 |  | 1993-1995 | 1995-1997 | 1997-1999 |

| 1999-2001 | Copa Confederaciones 2001-2002 | Mundial 2002-2004 |  | 2004-2006 | 2006-2008 | 2008-2010 | 2010-2012 | 2012-2014 | 2014-2016 |

| 2016-2018 | 2018-2020 | 2020-2022 | Tokio 2020 | 2022-2024 | 2024-Actual |

## Evolución del tercer uniforme
| 2022-Actual |

## Combinaciones
| 1987 (vs China | 1998 vs Argentina | 1998 vs Croacia | 1999 vs Perú | 1999 vs Paraguay | 2001 vs Francia | 2003 vs Nueva Zelanda y Francia | 2003 vs Colombia | 2004-2005 |

| 2006 vs Croacia y Brasil | 2008-2009 | 2009 vs Uzbekistán | 2010-2012 | 2011 | 2020 Japón Sub-24 vs Selección Mayor | 2022-2024 | 2022-2024 |

## Porteros
| 1968-72 | 1968-71 | 1971-74 | 1971-74 | 1975-77 | 1989-90 | 1991-92 | 1993-95 | 1993-95 |

| 1996-98 | 1998 | 1999-00 | 1999-00 | 2001 | 2001 | 2002 | 2002 | 2004 |

| 2004 | 2004 | 2006 | 2006 | 2006 | 2008 | 2008 | 2008 | 2010 |

| 2010 | 2010 | 2012 | 2012 | 2012 | 2014 | 2014 | 2014 | 2015 |

| 2016 | 2016 | 2016 | 2018 | 2018 | 2018 | 2020 | 2020 | 2020 |

| 2021 | 2021 | 2021 | 2022 | 2022 | 2022 | 2022 | 2022 | 2022 |

## Entrenamiento
| 2002 | 2006 | 2008 | 2010 | 2012 | 2014 | 2015 | 2016 | 2018 |

| 2020 |

## Proveedores y patrocinadores
| Período de temporadas del acuerdo | Proveedor deportivo oficial |
| --------------------------------- | --------------------------- |
| 1917–1975                         | Ninguno                     |
| 1975–1978                         | Adidas                      |
| 1979                              | Asics                       |
| 1980–1985                         | Puma                        |
| 1986                              | Adidas                      |
| 1987-1988                         | Asics                       |
| 1988-1989                         | Adidas                      |
| 1990                              | Puma                        |
| 1991                              | Asics                       |
| 1992                              | Adidas                      |
| 1993                              | Puma                        |
| 1994                              | Asics                       |
| 1995                              | Adidas                      |
| 1996                              | Asics                       |
| 1997                              | Adidas                      |
| 1998                              | Asics                       |
| 1999–Presente                     | Adidas                      |